# Radenko Milak
Radenko Milak (* 06.11.1980 in Travnik) ist ein bosnischer Künstler.

## Leben
Radenko Milak wurde 1980 in Travnik, Bosnien geboren. Von 1999 bis 2003 studierte er an der Kunstakademie der Universität Banja Luka, Bosnien und Herzegowina, und von 2003 bis 2007 an der Kunsthochschule in Belgrad, Serbien. 2014 hatte er seine erste deutsche Einzelausstellung in der Kunsthalle Darmstadt. Auf der Biennale Venedig 2017 bespielte er den Pavillon von Bosnien und Herzegowina.
Er lebt und arbeitet zurzeit in Banja Luka, Bosnien und Herzegowina.

## Arbeit
Radenko Milak bearbeitet in seinen Werken die Wirkung der zeitgenössischen Medien auf das historische und kulturelle Gedächtnis. Sein Schaffen thematisiert das Visuelle, sowohl in den Medien als auch im persönlichen.
Sein Hauptaugenmerk liegt auf Gemälden, Aquarellen, Zeichnungen, Collagen und Animationsfilmen. Zu seinen politisch und historischen Werken gehören u. a. „University of Disaster“ oder „365 - Image of Time“. In seiner Reihe „Anthropocene“ verarbeitet er den Einfluss des Menschen auf seine Umwelt, wie z. B. Umweltzerstörung und wissenschaftlicher Fortschritt. So entstehen übergroße Bilder nanomikroskopischer Aufnahmen von Mikroplastik im Wasser als auch im Vergleich dazu geradezu kleine Werke über vom Hubble-Weltraumteleskop geschossene Bilder des Universums.
Seine Werke waren und sind Gegenstand zahlreicher Ausstellungen weltweit. Seine Werke werden vor allem in Europa ausgestellt, wo sie in diversen Sammlungen vertreten sind, z. B. auch im Museum Folkwang, Essen.

## Ausstellungen (Auswahl)
- 2006: Intimacy of Planetary Experience, Museum of Contemporary Art Banja Luka, Banja Luka
- 2012: And What Else Did You See? – I Couldn’t See Everything!, Museum of Contemporary Art, Belgrad
- 2014: Big Time, Galerie Priska Pasquer, Köln
- 2014: Unfinished Story, Patricia Dorfmann Gallery, Paris
- 2014: 365, Kunsthalle, Darmstadt
- 2015: University of Disaster & Endless Movie, Galeria La Balsa Arte, Bogota
- 2017: University of Disaster, Pavilion von Bosnien und Herzegowina, La Biennale di Venezia
- 2017: 14/09/XX, Christine König Galerie, Wien
- 2017: From the far side of the moon, Galerie Priska Pasquer, Köln
- 2018: Escenarios para utopias fallidas, Galeria La Balsa Arte, Medellin
- 2019: Fields of Emotional Habits, Galerie Priska Pasquer, Köln
- 2019: University of Disaster, National University of Colombia, Bogota
- 2019: HYPER! A JOURNEY INTO ART AND MUSIC, Deichtorhallen, Hamburg
- 2020: Disaster of the Unseen, Museum of Contemporary Art Zagreb, Kroatien
- 2020: 2020 All Over The World. Watercolors, Galerie Priska Pasquer, Köln
- 2020/21: Trügerische Bilder – Ein Spiel mit Malerei und Fotografie, Marta Herford, Herford
- 2021: Relics of Tomorrow, Galerie Priska Pasquer, Köln

(Quelle:)